# Campeonato de Primera Fuerza 1933/34
In 1933/34 werd het elfde seizoen gespeeld van het Campeonato de Primera Fuerza, de hoogste amateurklasse van het Mexicaanse voetbal. Club España werd kampioen.

## Eindstand
| Plaats | Club        | Wed. | W | G | V | Saldo | Ptn. |
| ------ | ----------- | ---- | - | - | - | ----- | ---- |
| 1.     | Asturias    | 10   | 6 | 1 | 3 | 30:19 | 13   |
| 2.     | Club España | 10   | 6 | 1 | 3 | 27:22 | 13   |
| 3.     | Atlante     | 10   | 6 | 1 | 3 | 30:32 | 13   |
| 4.     | América     | 10   | 4 | 1 | 5 | 22:25 | 9    |
| 5.     | Necaxa      | 10   | 4 | 0 | 6 | 34:29 | 8    |
| 6.     | CF México   | 10   | 2 | 0 | 8 | 18:34 | 4    |

|  | Play-off voor de titel |

## Play-off
| Plaats | Club        | Wed. | W | G | V | Saldo | Ptn. |
| ------ | ----------- | ---- | - | - | - | ----- | ---- |
| 1.     | Club España | 2    | 2 | 0 | 0 | 4:2   | 4    |
| 2.     | Asturias    | 2    | 1 | 0 | 1 | 6:6   | 2    |
| 3.     | Atlante     | 2    | 0 | 0 | 2 | 5:7   | 0    |

|  | Kampioen |

### Kampioen
| Campeonato de Primera Fuerza 1933/34 |
| Mexico                               |
| ------------------------------------ |
| CLUB ESPAÑA Kampioen (11° titel)     |

## Topschutters
| Speler          | Speler       | Goals | Club     |
| --------------- | ------------ | ----- | -------- |
| Vlag van Mexico | José Pacheco | 12    | Asturias |